# Jos de Rooij

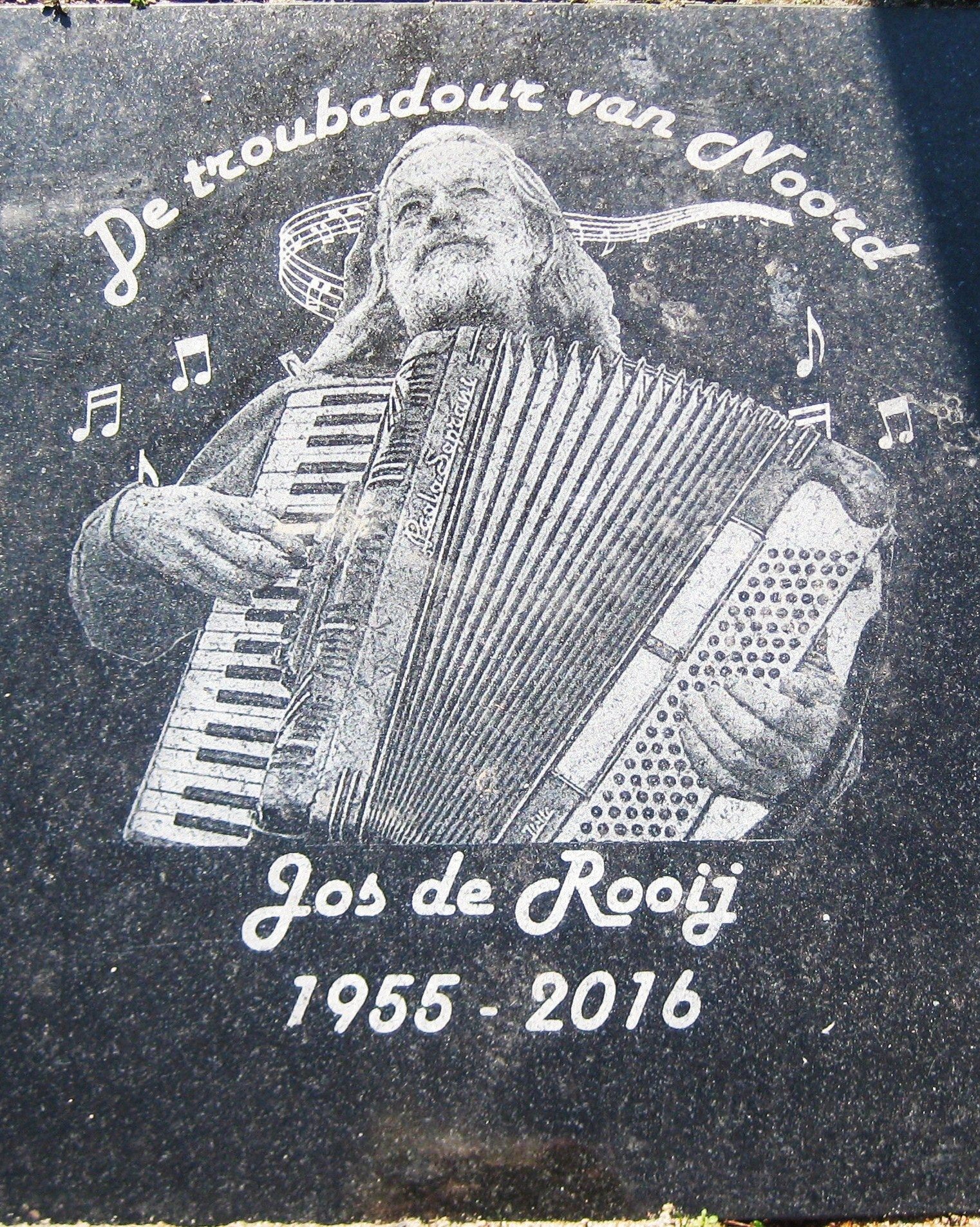
Gedenksteen op Mosveld (2017)

Jos de Rooij (Amsterdam, 16 juli 1955 – aldaar, 5 april 2016) was een Nederlands accordeonist en zanger. Hij werd ook wel de De troubadour van Noord genoemd.

## Muziekloopbaan
De Rooij werd geboren in de Albert Cuypstraat. Hij kwam uit een muzikale familie en leerde thuis als kind accordeonspelen. In 1976 verhuisde hij naar Amsterdam-Noord. Pas als volwassene besloot hij van muziekmaken zijn beroep te maken en richtte een muziekensemble op, De Naatje Brandhout band. Deze band speelde voornamelijk Nederlandse volksdansmuziek. In 1983 verscheen op het Philips-label de elpee Dat schijnt te betekenen. De tweede band waarin De Rooij meespeelde, was Over the Road, met onder anderen de Engelsman Paul Stephenson. Het repertoire bestond uit eigen vertolkingen van pophits uit de jaren zestig.
Rond 1996 vormde hij de groep Musica Interna, met een stijl die ontstond door een mengeling van culturen. Rafiek zorgde voor de Hindoestaanse inbreng en Sun Qi voor de Chinese muziek. De groep viel uit elkaar, doordat Sun Qi telkens het land uit werd gezet. Met Ruud de Jonker maakte hij een programma met Nederlandse vertalingen van de Amerikaan Tom Paxton. Tegelijkertijd was hij vierentwintig jaar lang muziekdocent aan diverse Amsterdamse middelbare scholen, onder andere de Scholengemeenschap Watergraafsmeer. Na een kort verblijf in Cuba keerde hij terug naar Nederland.

## Meezingavonden
Vanaf 1991 leidde De Rooij meezingavonden in diverse Amsterdamse cafés. Dat gebeurde ook op iedere woensdagavond in een café op de Amsterdamse Zeedijk. Hierbij kreeg iedere cafébezoeker een tekstboek uitgereikt om mee te kunnen zingen met de liedjes die door De Rooij werden uitgekozen. Iedere zaterdag trad hij op met zijn accordeon op het Buiksloterplein in Amsterdam Noord.
Ook trad hij een aantal keren op in de televisieshows van Paul de Leeuw. In de televisieserie Otje naar het boek van Annie M.G. Schmidt was hij als accordeonist te horen en tevens deed hij ander studiowerk.

## Stichting Mokumfolk
Jos De Rooij behoord met Kees Huijser tot de oprichters van de Stichting Mokumfolk in Amsterdam, die het folk- en volksmuziekleven in de hoofdstad via haar maandelijks orgaan (sedert 1980) en door het organiseren van concerten meer inhoud heeft gegeven.

## Maatschappelijke betrokkenheid
In de loop der jaren heeft De Rooij zich meer en meer ontwikkeld tot een muzikant met een sterke politieke bevlogenheid en sociale betrokkenheid. Zo was hij vele malen te zien en te horen op de 1 mei-viering (Dag van de Arbeid) in De Brakke Grond. Ook was hij actief in de strijd voor het behoud van de Van der Pekbuurt, de buurt waar hij woonde, en betrokken bij veel buurtactiviteiten. Hij heeft zich bovendien hard gemaakt voor de strijd voor de Cubaanse onafhankelijkheid, hetgeen onder andere resulteerde in de cd En alta mar.

## Plaatopnamen
In januari 2009 verscheen de cd Jos de Rooij: Accordeon, met instrumentale accordeonmuziek. In februari 2010 kwam de cd Buitengaats uit met 21 liedjes van Tom Paxton, door De Rooij in het Nederlands vertaald en door hem gezongen. In april 2012 verscheen de cd Te veel martelaren met 19 politiek geëngageerde liedjes van onder anderen Phil Ochs, Reinhard Mey en Bertolt Brecht, door De Rooij in het Nederlands vertaald. In april 2013 verscheen de cd Tubular accordions. Het gaat hier om het in 1992 door Mike Oldfield gecomponeerde Tubular Bells II, waarbij alle partijen door De Rooij op de accordeon worden gespeeld. In juni 2013 verscheen voorts de cd En alta mar. De cd bevat 14 liedjes van de cd Buitengaats, door De Rooij vertaald in het Spaans.
In juni 2015 juni verscheen de cd "Amsterdam Noord" met 15 liedjes over het stadsdeel benoorden het IJ van Amsterdam. De meeste liedjes zijn door De Rooij zelf geschreven.

## Overlijden
Jos de Rooij overleed in 2016 op 60-jarige leeftijd. Na zijn dood werd zijn lichaam aan de wetenschap gegeven. Op het Mosveld in Amsterdam-Noord werd in september 2016 een gedenksteen voor hem onthuld.

## Discografie
- 2009 · Jos de Rooij – accordeon
- 2010 · Buitengaats
- 2012 · Te veel martelaren
- 2013 · Tubular accordions
- 2013 · En alta mar
- 2015 · Amsterdam Noord